# Kosančić, Vrbas
Kosančić (izvirno srbsko Косанчић) je naselje v Srbiji, ki upravno spada pod Občino Vrbas; slednja pa je del Južnobačkega upravnega okraja.

## Demografija
V naselju živi 137 polnoletnih prebivalcev, pri čemer je njihova povprečna starost 43,7 let (40,0 pri moških in 47,1 pri ženskah). Naselje ima 71 gospodinjstev, pri čemer je povprečno število članov na gospodinjstvo 2,30.
Prebivalstvo je večinoma nehomogeno.
|  |

| Demografija | Demografija     | Demografija     |
| Leto        | Št. prebivalcev | Št. prebivalcev |
| ----------- | --------------- | --------------- |
|             |                 |                 |
|             |                 |                 |
|             |                 |                 |
|             |                 |                 |
| 1948        | 236             |                 |
| 1953        | 216             |                 |
| 1961        | 239             |                 |
| 1971        | 188             |                 |
| 1981        | 174             |                 |
| 1991        | 175             | 174             |
| 2002        | 165             | 163             |
|             |                 |                 |

| Etnična sestava po popisu iz leta 2002 | Etnična sestava po popisu iz leta 2002 | Etnična sestava po popisu iz leta 2002 | Etnična sestava po popisu iz leta 2002 | Etnična sestava po popisu iz leta 2002 |
| -------------------------------------- | -------------------------------------- | -------------------------------------- | -------------------------------------- | -------------------------------------- |
| Srbi                                   | Srbi                                   |                                        | 93                                     | 57,05%                                 |
| Madžari                                | Madžari                                |                                        | 15                                     | 9,20%                                  |
| Hrvati                                 | Hrvati                                 |                                        | 8                                      | 4,90%                                  |
| Črnogorci                              | Črnogorci                              |                                        | 7                                      | 4,29%                                  |
| Ukrajinci                              | Ukrajinci                              |                                        | 7                                      | 4,29%                                  |
| Slovaki                                | Slovaki                                |                                        | 3                                      | 1,84%                                  |
| Slovenci                               | Slovenci                               |                                        | 2                                      | 1,22%                                  |
| Rusini                                 | Rusini                                 |                                        | 1                                      | 0,61%                                  |
| Muslimani                              | Muslimani                              |                                        | 1                                      | 0,61%                                  |
| Neznano                                | Neznano                                |                                        | 2                                      | 1,22%                                  |